# Hagelsdorf
Hagelsdorf (Luxemburgs: Haastert) is een plaats in de gemeente Biwer en het kanton Grevenmacher in Luxemburg.

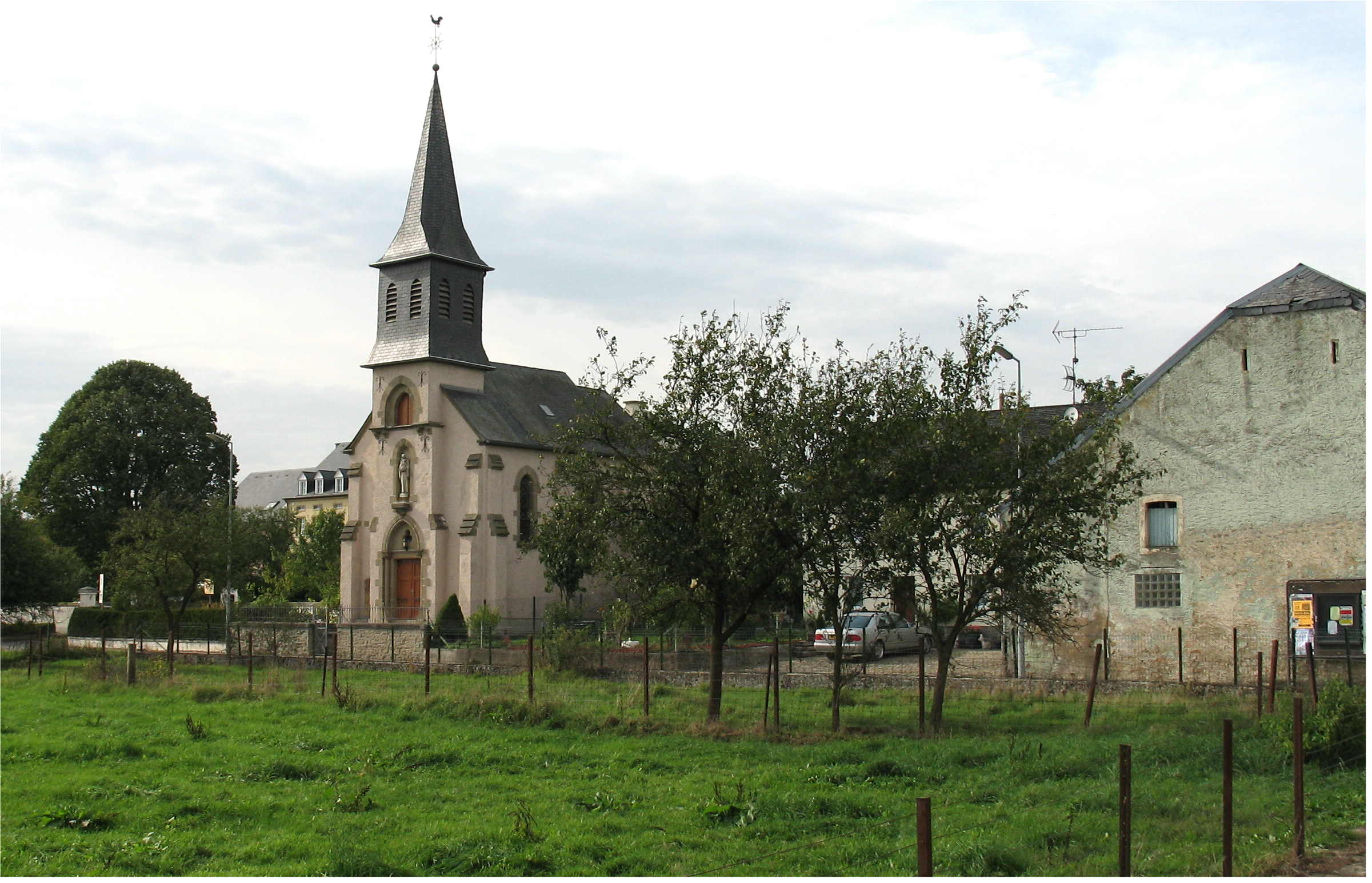
Hagelsdorf

Hagelsdorf telt 18 inwoners (2001).